# 라이문도 페레스 레사마
라이문도 페레스 레사마(스페인어: Raimundo Pérez Lezama; 1922년 11월 29일, 바스크 주 바라칼도 ~ 2007년 7월 23일, 2007년 7월 23일, 라콰르디아)는 스페인의 축구 선수로, 현역 시절 골키퍼로 활약하였다.
잉글랜드에서 프로 무대 신고식을 치른 그는 스페인으로 복귀해 이후 주로 아틀레틱 빌바오에서 활동하였다.

## 경력

### 잉글랜드 피난
레사마는 비스카이아 도 바라칼도 출신이나, 14세가 되었을 때 잉글랜드로 피난갔다. 그는 1937년 5월 23일에 사우샘프턴의 아바나 항을 통해 입항했는데, 그와 형제 루이스는 스페인 내전으로 피난을 간 3,889명의 바스크 미성년자들에 포함되었다. 이들 중 축구계에 두각을 낸 이들로는 에밀리오 알데코아, 사비노 바리나가, 그리고 호세 가예고 등이 있었다.
사우샘프턴 시절, 레사마는 학교의 나자렛관(더 델에서 반 마일도 안 떨어진 곳에 있음)에서 축구를 했는데, 그 와중에 사우샘프턴의 눈에 띄어 연습생으로 합류하여 2군을 뚫고 1940년 6월 1일에 0-5로 패한 아스널과의 원정 경기에서 1군 신고식을 치렀다. 그가 치른 다음 경기는 크레이븐 코티지에서의 경기로, "성자들"은 5명의 아스널 선수들(어니 콜레트, 레슬리 콤프턴, 에디 해프굿, 레슬리 존스, 그리고 버너드 조이)을 배치하여 풀럼과의 경기에서 2-1로 이겼고, 기라성 같은 선수들이 즐비한 선수단에서 2골을 득점을 올린 자는 지역 출신 에릭 웨버였다.
레사마는 1-3으로 패한 찰튼 애슬레틱과의 경기에 한 번 더 출전하였고, 장기화 된 전쟁의 종전 시기에 상대적으로 젊었던 그는 잠깐 영국 왕립공군 소속의 운전병을 맡았다.

### 아틀레틱 빌바오
1940년, 다시 스페인 땅을 밟은 레사마는 세군다 디비시온의 아레나스 게초에 입단했다. 1941년, 그는 아틀레틱 빌바오로 이적하였고, 1942년 9월 27일에 5-0으로 이긴 베티스와의 안방 경기에서 라 리가 신고식을 치렀다. 1942-43 시즌, 빌바오 선수단은 레사마 외에도 텔모 사라, 호세 루이스 파니소, 그리고 아구스틴 가인사가 포진되어 있었고, 이들은 리가와 코파를 모두 석권하여 2관왕을 달성했다. 그는 아틀레틱이 1944년과 1945년에 코파 정상을 방어하도록 도왔고, 1950년에 또다시 코파 우승을 달성했다.
빌바오에서 활약하면서, 레사마는 1946-47 시즌 최우수 골키퍼로 선정되어 트로페오 리카르도 사모라를 획득하기도 했다. 그는 1947년 1월 26일에 스페인 국가대표팀 경기에 처음이자 마지막으로 출전했는데, 그는 1-4로 패한 포르투갈과의 원정 경기에서 후반전에 호세 바뇬과 교체되어 들어갔다.
빌바오에서 활약하는 동안, 레사마는 소속 구단에서의 막판 5년 동안 도합 12번의 리그 경기에 출장하는 데에 그쳤다. 모든 대회를 통틀어 261경기, 리그만 한정해서 197번 활약했던 그는 1957년에 빌바오를 떠났다.

### 말년
1957년, 레사마는 2부 리그의 인다우추에 입단하였고, 그와 함께 당시 같은 선수단에 있었던 선수들로는 헤수스 마리아 페레다와 미겔 존스가 있었다. 그는 세스타오에서 2년을 더 보낸 후, 1960년에 아레나스 게초로 복귀했다.
레사마는 향년 84세로, 알라바 도 라과르디아에서 심장 마비로 타계했다. 간혹 아틀레틱의 구단 훈련장이 그의 이름을 딴 것으로 되어 있지만, 훈련장 명칭은 빌바오 인근의 레사마 군을 따 명명한 것이다.

## 수상

### 클럽
아틀레틱 빌바오
- 라 리가: 1942–43
- 코파 델 헤네랄리시모: 1943, 1944, 1944–45, 1949–50
- 코파 에바 두아르테: 1950

### 개인
- 트로페오 리카르도 사모라: 1946–47[9]